# Verbena laciniata
Verbena laciniata — вид трав'янистих рослин родини Вербенові (Verbenaceae), зростає в Чилі й Перу. Рослина має листки з 3- або 5-фрагментною пластиною.

## Опис
Стебла щетинисті; міжвузля 5–40 мм. Листки черешкові; листові пластини 15–35 × 25–35 мм, 3- або 5-секційні; поля вигнуті, верхня поверхня волосиста, нижня — щетиниста. Квіти в багатоквіткових колосках, плодоніжки 10–50 мм. Квіткові приквітки 3–4 мм, яйцюваті. Чашечка 5–8 мм, від щетинистої до волосистої головним чином на жилках, зубчики гострі, із залозистими волосками різної щільності. Віночок рожево-фіалковий, 10–16 мм, запушений зовні.

## Поширення
Зростає в центральних районах Чилі та в Перу.